# Fitz Roy
Der Fitz Roy, auch Cerro Fitzroy oder Cerro Chaltén, gelegentlich auch FitzRoy, ist ein 3406 Meter hoher Granitberg in den argentinisch-chilenischen Anden. Er ist eine der Hauptattraktionen im argentinischen Nationalpark Los Glaciares und gehört auch zum chilenischen Nationalpark Bernardo O’Higgins.
In der Sprache der Ureinwohner, der Tehuelche-Indianer, heißt er wegen der oft an der Spitze sichtbaren Wolken Chaltén, was „der Rauchende“ bedeutet. Heute trägt das nächstgelegene Dorf den Namen El Chaltén.
Als erster Europäischstämmiger beschrieb 1877 Perito Moreno den Berg. Er benannte ihn nach Robert FitzRoy, dem Kapitän des Forschungsschiffes Beagle, mit dem Charles Darwin fast fünf Jahre um die Welt reiste.

## Besteigungen
Im Jahr 1951 startete eine französische Bergsteiger-Gruppe unter der Leitung von Lionel Terray mit den Teilnehmern Jacques Poincenot, Guido Magnone, M. A. Azena, R. Ferlet, Lliboutry, Depasse, Strouvé und dem Argentinier Francisco Ibáñez zur Erstbesteigung. Auf dem Anmarsch ertrank der erfahrene Bergsteiger Poincenot bei einer Flussdurchquerung, danach erwiesen sich erste Kletterversuche als sehr schwierig. Erst am 2. Februar 1952 gelang Terray und Magnone die Erstbesteigung. Am 16. Januar 1986 schaffte Thomas Bubendorfer die erste Alleinbegehung. 1994 gelang Christoph Hainz in knapp neun Stunden die bislang schnellste Solobesteigung.
Aufgrund der Form und der extremen, unberechenbaren Wetterverhältnisse gilt der Berg als äußerst schwer zu besteigen, die meisten Versuche bleiben erfolglos.

## Grenzziehung
Die Grenzziehung vom Fitz-Roy-Massiv bis zum Cerro Daudet ist zwischen Chile und Argentinien umstritten. Eine gemeinsame Grenzkommission einigte sich am 16. Dezember 1998, die Grenzziehung zu vertagen.

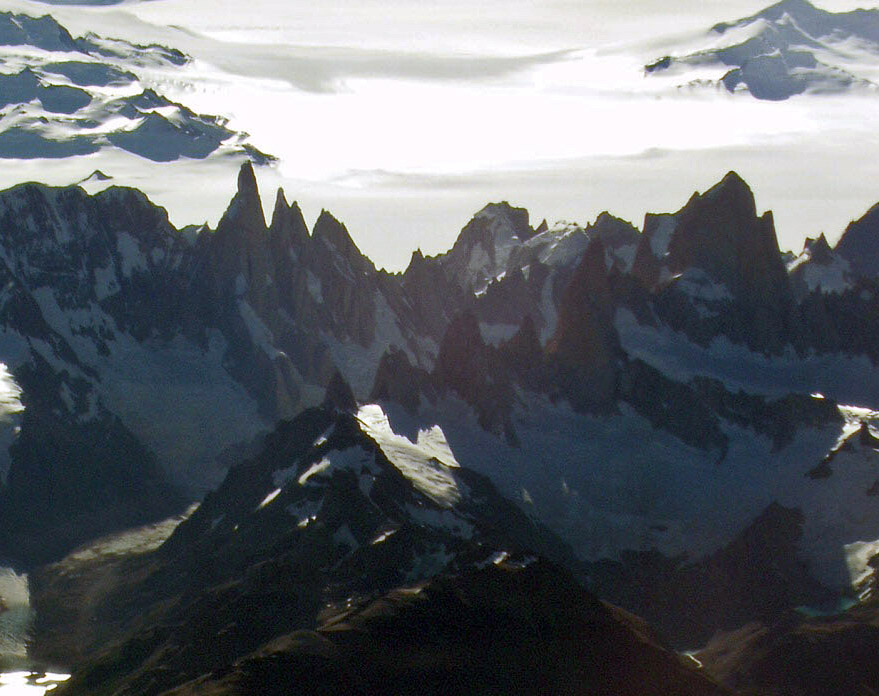
Fitz Roy (rechts) und Cerro Torre (links)
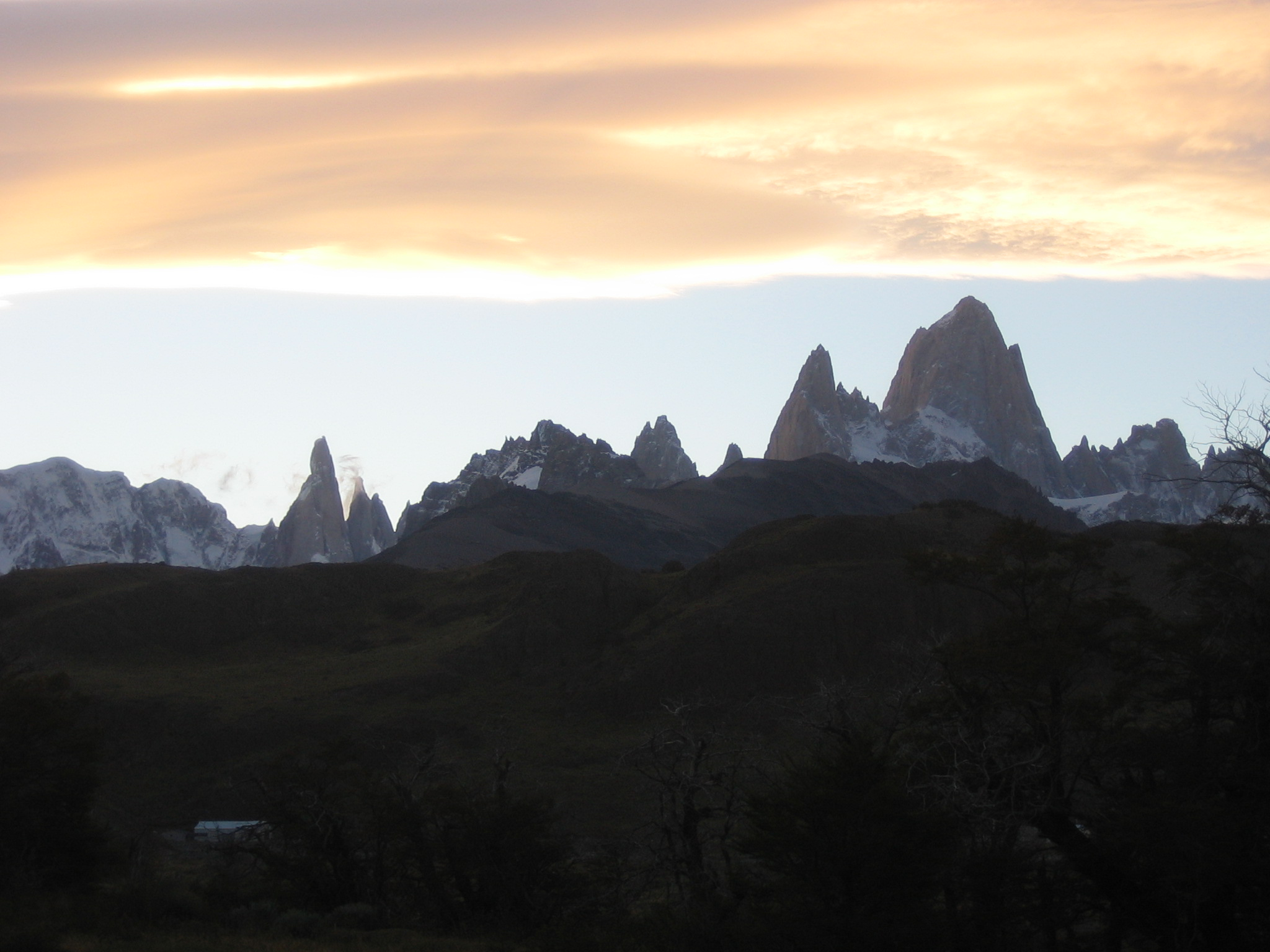
Fitz Roy (rechts) und Cerro Torre (links)
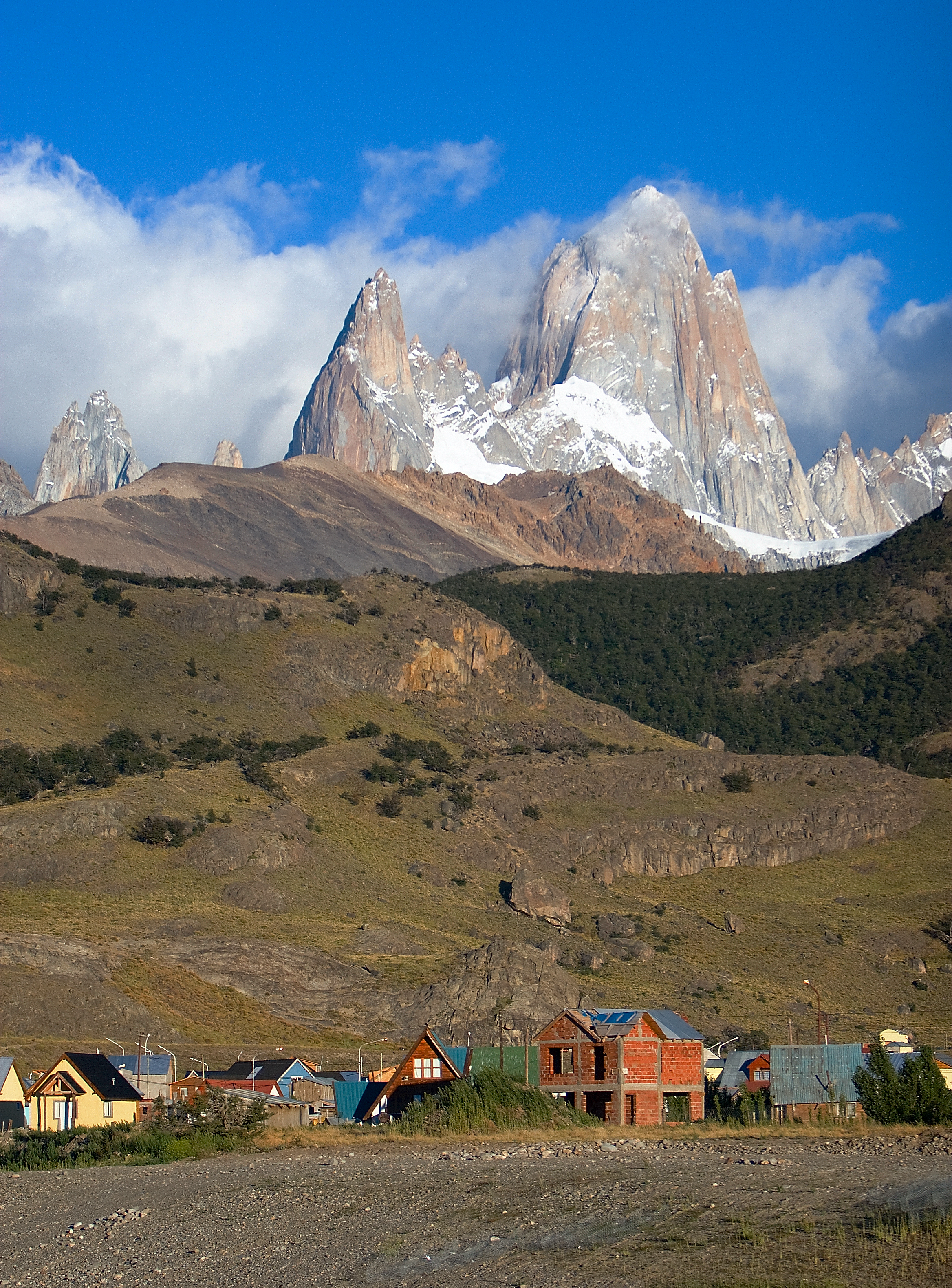
El Chaltén mit Fitz Roy im Hintergrund
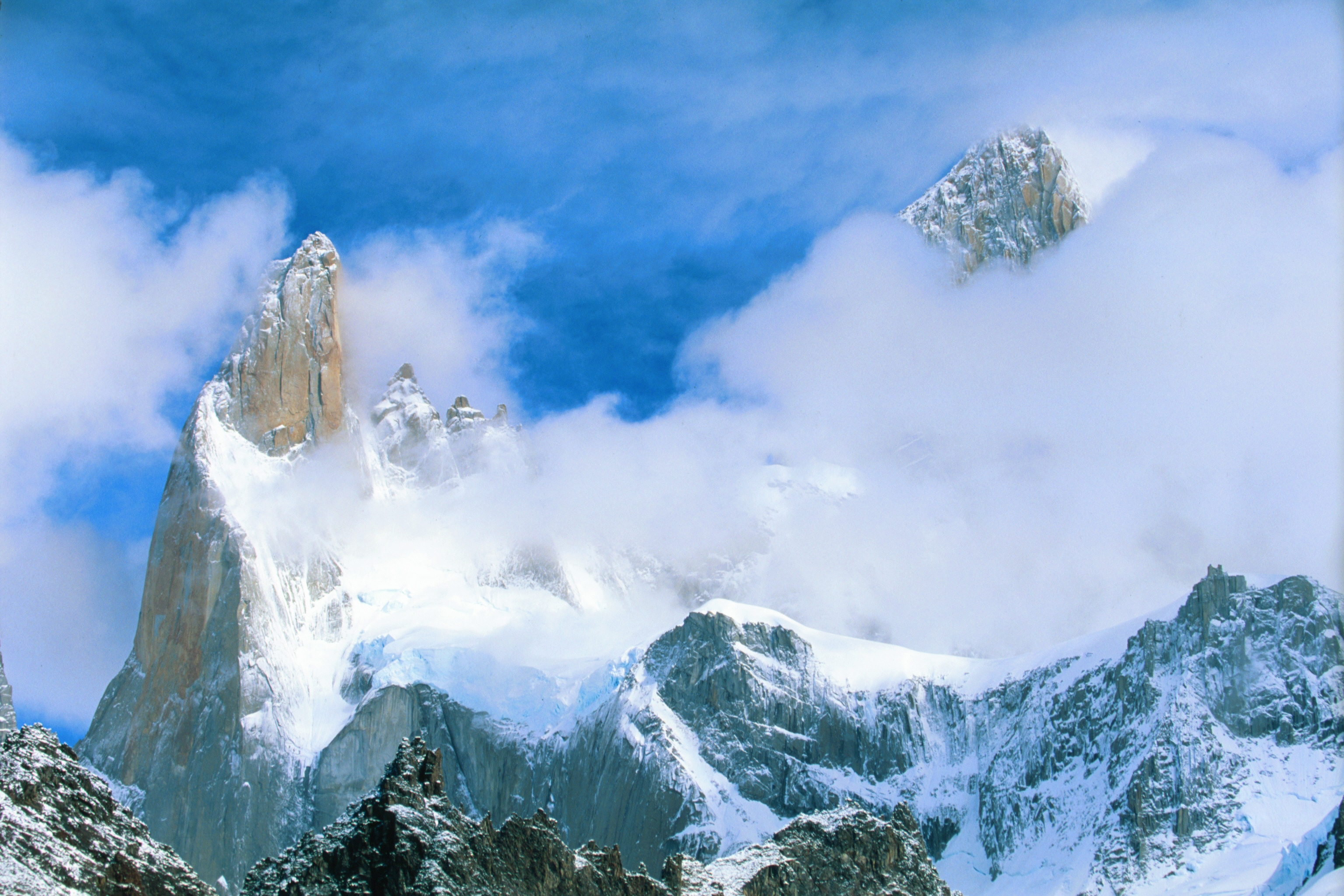
Wolkenverhangene Gipfel des Fitz Roy

## Weiteres
Der Fitz Roy wird sowohl im Wappen der argentinischen Provinz Santa Cruz als auch im Logo des Unternehmens Patagonia geführt.
Am 27. Februar 2014 schuf die Nationale Forstgesellschaft Chiles mit dem Beschluss Nr. 74 das Naturgebiet Chaltén-Gebirgskette, das die chilenische Seite des Fitz Roy und die umliegende Bergkette umfasst.